# Helen Meier
Helen Meier (Mels, 17 aprile 1929 – Trogen, 13 febbraio 2021) è stata un'insegnante e scrittrice svizzera.

## Biografia
Figlia di Albert Meier, maestro di scuola elementare, e di Paula Grünenfelder. Rimase nubile tutta la vita. Dopo la scuola magistrale a Rorschach, fu maestra di scuola elementare in diverse località e docente di scuola speciale (docente di sostegno) a Heiden. Dal 1987 si dedicò alla scrittura, descrivendo con un linguaggio al tempo stesso semplice e poetico il mondo interiore di persone con disabilità mentale o fisica (Trockenwiese, 1984), che soffrono per carenze o incapacità affettive o di donne la cui vitale sensualità rimane inespressa (Das einzige Objekt in Farbe, 1985).

## Opere
- Das einzige Objekt in Farbe (1985)
- Trockenwiese (1984)

## Premi
- Premio letterario di Rauris (1985)[1]
- Premio Schiller per Trockenwiese (1985)[1]
- Premio Schiller per la produzione letteraria nel suo complesso (2000)[1]
- Premio Droste di Meersburg (2000)[1]